# The Heritage Foundation
The Heritage Foundation (angl. „Nadace Dědictví“) je americký konzervativní think tank se sídlem ve Washingtonu, D.C. Nadace měla vedoucí roli v konzervativním hnutí během prezidentství Ronalda Reagana (1981–89), jehož politika byla inspirována jejich politickou studií Mandate for Leadership („Oprávnění k vůdcovství“). Heritage Foundation má od té doby i nadále významný vliv v USA na tvorbu veřejné politiky a je tam považována za jednu z nejvlivnějších konzervativních výzkumných organizací. Jejím posláním je „formulovat a prosazovat konzervativní veřejnou politiku, založenou na principech svobodného podnikání, omezené vlády, svobody jednotlivce, tradičních amerických hodnot a silné národní obrany“.

## Dějiny

### Založení
Heritage Foundation založili v roce 1973 političtí komentátoři a podnikatelé Paul Weyrich, Edwin Feulner a Joseph Coors. Nespokojeni s všeobjímacím „liberálním konsensem“ za éry prezidenta Richarda Nixona (1969–74) a nepolemickou, opatrnou povahou stávajících think tanků, Weyrich a Feulner se snažili vytvořit organizaci, která by dodávala politikům stručné, aktuální poziční dokumenty. S dotací 200 000 dolarů od Coorse byla založena nejprve Analysis and Research Association (1970). K této asociaci se připojili noví příznivci a členové správní rady, včetně podnikatelů Edwarda Nobleho a miliardáře Richarda Mellona Scaifeho. Nakonec se organizace rozdělila na veřejné právní centrum a samostatnou veřejnou politickou nadaci, která byla 16. února 1973 zaregistrována jako Heritage Foundation. Weyrich byl jejím prvním předsedou. Později, za prezidenta Franka J. Waltona, nadace začala používat direct mail fundraising a její roční příjem vzrostl na 1 milion dolarů v roce 1976.

## Publikace
Mezinárodně ve spolupráci s deníkem Wall Street Journal Heritage Foundation zveřejňuje roční Index ekonomické svobody, který měří svobodu zemí, pokud jde o vlastnická práva a svobodu od vládních nařízení. Faktory použité pro výpočet skóre Indexu jsou korupce ve vládě, překážky pro mezinárodní obchod, daně z příjmů a korporátní daňové sazby, vládní výdaje, právo a schopnost vymáhat smlouvy, regulační zátěž, bankovní omezení, pracovněprávní předpisy a černý trh. Nedostatky snižují skóre Indexu. Heritage Foundation také publikuje Insider, čtvrtletní časopis o veřejné politice.